# Diasporus
Genre
Diasporus est un genre d'amphibiens de la famille des Eleutherodactylidae.

## Répartition
Les 11 espèces de ce genre se rencontrent du Honduras à l'Équateur.

## Liste des espèces
Selon Amphibian Species of the World (2 décembre 2013) :
- Diasporus anthrax (Lynch, 2001)
- Diasporus citrinobapheus Hertz, Hauenschild, Lotzkat & Köhler, 2012
- Diasporus diastema (Cope, 1875)
- Diasporus gularis (Boulenger, 1898)
- Diasporus hylaeformis (Cope, 1875)
- Diasporus igneus Batista, Ponce & Hertz, 2012
- Diasporus quidditus (Lynch, 2001)
- Diasporus tigrillo (Savage, 1997)
- Diasporus tinker (Lynch, 2001)
- Diasporus ventrimaculatus Chaves, García-Rodríguez, Mora & Leal, 2009
- Diasporus vocator (Taylor, 1955)

## Étymologie
Le nom de ce genre vient du grec diaspora, la dispersion, en référence à la relation étroite de ce groupe continental avec le clade des Caraïbes, sous-entendant un événement de dispersion ancienne.

## Publication originale
- Hedges, Duellman & Heinicke, 2008 : New World direct-developing frogs (Anura: Terrarana): molecular phylogeny, classification, biogeography, and conservation. Zootaxa, no 1737, p. 1-182 (texte intégral).